# Atta Community
Atta Community va ser una start up per fomentar la gamificació com a eina per implantar nous mètodes d'aprenentatge activa entre el 2012 i el 2017. El seu objectiu era resoldre els reptes que tenen les organitzacions educatives en un primer moment i després també empresarials amb gamificació, treball en equip i personalització.
Va ser fundada per Mercè Mulet i Òscar Ruiz el 2012 a Sant Vicenç de Montalt. El 2014 va formar un consell d'administració amb Jordi Mulet Gascón, que més tard seria substituït per Pierre Antoine Ullmo i al seu torn aquest deixaria pas a Josep Albareda Lliró el 2017. Per manca de monetització va entrar en concurs de creditors i va desaparèixer el 2017. En els seus inicis, Atta va introduir a les escoles catalanes els dispositius mòbils per promoure l'aprenentatge col·laboratiu. Des del 2014 va formar part del clúster Edutech de Catalunya que aplega empreses que volen introduir les noves tecnologies a les escoles. Des del 2014 va participar durant uns anys al Mobile World Congress. A partir del 2015 va donar el salt al mercat corporatiu i va participar en el Gamification World Congress durant l'octubre del mateix any. El mes d'abril de 2016 va ser escollida com una de les 4 startups finalistes per participar en el programa d'acceleració Drive with Belron, dotat amb 200.000 lliures estelines.